# Ion Bîrlădeanu (artist)
Ion Bîrlădeanu, ortografiat uneori Bârlădeanu, (n. 6 august 1946, Zăpodeni, județul Vaslui - d. 19 octombrie 2021, București) a fost un artist plastic din România, specializat pe colaje pop art din ziare, reviste comuniste și nu numai.

## Biografie
Ion Bîrlădeanu a făcut  șapte clase primare și doi ani de studii la Școala populară de arte.
La vârsta de 20 de ani a părăsit satul natal și a lucrat în mai multe domenii (tăietor de stuf, docher, muncitor de fabrică, paznic la Casa Poporului, gropar). După Revoluția din 1989, până la descoperirea sa ca artist, a trăit din reciclarea sticlelor și a neferoaselor la capătul unei ghene de bloc de pe Calea Moșilor și din ce-i mai dădeau locatarii.
A fost descoperit în 2008 de Ovidiu Feneș, care l-a recomandat proprietarului de galerie de artă Dan Popescu.
La vârsta de 62 de ani, Bârlădeanu a expus pentru prima oară, la București, 20 de lucrări pe teme politice, care îi sunt subiectul preferat. Expune apoi pe rând la Basel și Londra în 2009 și la Paris în 2010.
În 2009 regizorul Alexander Nanau a făcut un film documentar, marca HBO România despre artist, numit The World According to Ion B., film care a obținut Premiul „Emmy International”, categoria „Arts Programming”.
Vreme de câțiva ani, artistul a trăit dintr-o rentă plătită de galeria H’Art din București (105-107 Str. Mihai Eminescu), care l-a reprezentat din 2008; lucrările sale au fost expuse la Londra, Copenhaga, Basel, Paris alături de artiști consacrați precum Andy Warhol și Marcel Duchamp. 

## Expoziții
- Copenhaga, 2008[4]
- Basel, 2009[5]
- Londra, 2009[6]
- Paris, 2010[7]